# Инженерные войска ЮАР
Инженерные войска (англ. South African Army Engineer Formation) — род войск в сухопутных войсках Южно-Африканской Республики.

## История

### Отношения с Корпусом королевских инженеров

#### Капский добровольческий инженерный корпус
Военные инженеры впервые появились в Южной Африке в колониальную эпоху. В 1859 году губернатор Капской колонии санкционировал создание Капских инженеров (добровольцев) (Cape Engineers (Volunteers)), который в 1861 году стал называться просто Капскими инженерами. В 1865 году название было изменено на Капский добровольческий инженерный корпус (Cape Volunteer Engineer Corps), но в 1869 году корпус буквально угас. Десять лет спустя, в 1879 году, корпус был возрождён под названием «Кейптаунские добровольные инженеры» (Cape Town Volunteer Engineers). Эти саперы поддерживали сухопутные войска во время пограничных войн и даже в Басутоленде.

#### Натальский инженерный корпус
В 1910 году был сформирован Натальский инженерный корпус (Natal Engineer Corps), который прекратил свое существование в 1913 году, через год после принятия Закона об обороне в 1912 году. Незадолго до начала Первой мировой войны в 1914 году был сформирован Корпус инженеров Капской крепости (Cape Fortress Engineers) для облегчения службы имперских войск, выполнявших сапёрные задания на стационарных оборонительных сооружениях Мыса Доброй Надежды.

#### Южно-Африканский инженерный корпус
Южно-Африканский инженерный корпус (South African Engineer Corps) был создан в 1922 году, когда Королевские инженеры ушли из Южной Африки вместе с остатками гарнизона британской армии. Корпус инженеров Капской крепости был расформирован в 1933 году, а в 1935 году были сформированы ещё две полевые роты с номерами от 1 до 6, которые располагались по порядку в: Дурбан, Эйтенхахе, Кейптаун, Блумфонтейн, Йоханнесбург и Претория.

### Вторая мировая война
В период с 1940 по 1945 год Инженерный корпус сухопутных войск Южной Африки, начавший войну с 54 офицерами и 585 сапёрами, вырос до численности около 16 000 человек, входящих в состав более 70 различных рот или подразделений.
При создании корпуса необходимо было учитывать три аспекта военно-инженерного дела, и очевидными сапёрными группами стали базовые сапёрные группы, сапёрные группы линий коммуникаций и полевые или боевые сапёрные группы, каждая из которых имела свои особые задачи, но руководствовалась основными требованиями по поддержанию мобильности и комфорта сухопутных войск.
Таким образом, 70 различных подразделений охватывали весь спектр военно-инженерных работ, таких как:
- Полевые роты ближней поддержки и их полевые парковые роты,
- дорожно-строительные роты,
- железные дороги,
- гавани и тоннельные роты,
- геодезические роты,
- роты водоснабжения и водоподготовки,
- подразделения мастерских и инженерных складов,
- подразделения химической войны,
- сапёрные и маскировочные подразделения — в общей сложности, 31 различная функция и дисциплина.

#### Происхождение разрывной гранаты
29 декабря 1944 года в знак признания выдающихся достижений инженерных войск ЮАР во время Второй мировой войны король Георг VI утвердил дизайн эмблемы корпуса — разрывной гранаты — в виде 9 языков пламени вместо первоначальных семи, а также разрешил использовать девиз Ubique, что означает «Везде». Этот девиз, как и девиз Корпуса королевских инженеров, был включен в эмблему корпуса.

### Послевоенное время
Активные гражданские силы (Active Citizen Force (ACF)) были возрождены в начале 1946 года, и правительственное уведомление 1540 от 19 июля 1946 года объявило о создании и назначении нескольких подразделений ACF, включая два инженерных полка.
Одним из этих полков стал 2-й полк S.A.E.C., состоявший из штаба 2-го полка S.A.E.C. и 1, 2 и 3-го полевых эскадронов и 8-го полевого паркового эскадрона:91 & 136. Полк был расформирован в 1966 году, а 3-й полевой эскадрон стал отдельным.
В 1957 году был создан Мобильный батальон, который впоследствии стал Мобильной стражей (Mobile Watch), затем 1-м строительным полком (1 Construction Regiment), а затем был расформирован в 1968 году.
В 1962 году были сформированы Регулярные силы и для поддержки этих сил создан 17-й полевой эскадрон, дислоцированная в Почефструме. Однако в 1967 году его перевели в Бетлехем и стали чисто учебным подразделением. В 1974 году они превратились в два новых полевых эскадрона: 24-й и 25-й, в качестве эскадронов поддержки в районе боевых действий в Юго-Западной Африке.
В 1969 году Инженерное управление было создано в Крунстаде, но в 1972 году оно было переведено в штаб СВ ЮАР в Претории, где оно дошло до того уровня, которым оно является сегодня. В 1968 году 35-й полевой парковый эскадрон был создан как подразделение регулярных сил, а в 1974 году была переименован в 35-й отряд инженерной поддержки (35 Engineer Support Unit) и дислоцировался в Крунстаде. В 1975 году был сформирован Отряд инженерной поддержки Юго-Западной Африки, который разместилось в Хрутфонтейне. Также в 1975 году в результате всей исследовательской и полиграфической деятельности исследовательских и полиграфических подразделений во время Второй мировой войны была сформирован 47-й исследовательский эскадрон (47 Survey Squadron) регулярных войск. Это подразделение обучало всех прикомандированных к нему национальных военнослужащих и, в свою очередь, снабжало два созданных исследовательских подразделения DF: 46-й исследовательский эскадрон в Кейптауне в 1959 году и 45-й исследовательский эскадрон в Питермарицбурге в 1969 году.
1-й строительный полк (1 Construction Regiment) был вновь сформирован в конце 1976 года в Мэривейле близ Спрингса, провинция Гаутенг, а в конце 1977 года ему было поручено строительство военной базы в Дукудуку на северном побережье Наталя. Впоследствии, в связи с изменениями в политике, её деятельность была ограничена оперативным районом, в поддержку армии ЮАР, и с большим успехом.
В 1982 году начальник армии ЮАР принял решение о создании инженерной формации (Formation) СВ ЮАР с директором инженерных войск в качестве командующего, что позволило бы ему усилить функциональный и оперативный контроль над всеми инженерными подразделениями. 26 ноября 1982 года начальник армии генерал-лейтенант Йоханнес Гельденхюйс вручил директиву о командовании формацией директору инженерных войск.

### Из корпуса в формацию
После создания «типовых» формирований по итогам обзора обороны ЮАР 1998 года инженерная формация была реформирована, а все подразделения Южно-Африканского инженерного корпуса были включены в единую корпусную группировку.

## Подразделения

### Регулярные
|  | Формирование                   | Дислокация                         | Специализация                                  |
|  | ------------------------------ | ---------------------------------- | ---------------------------------------------- |
|  | школа инженеров                | Крунстад                           | Подготовка инженеров                           |
|  | 2-й полевой инженерный полк    | Бетлехем                           | военные инженеры                               |
|  | 35-й полк инженерной поддержки | Данноттар                          | техническое обслуживание инженерного имущества |
|  | 1-й строительный полк          | Данноттар                          | военные строители, сантехники, электрики       |
|  | Топографический отряд          | военная база Таба Тшване, Претория | военные топографы                              |

### Резервные
|  | Формирование                          | Дислокация | Специализация                |
|  | ------------------------------------- | ---------- | ---------------------------- |
|  | Ихавуйский полевой инженерный полк    | Кейптаун   | военные инженеры             |
|  | Умхонтойский полевой инженерный полк  | Дурбан     | военные инженеры             |
|  | Ухосийский парашютный инженерный полк |            | военные инженеры-парашютисты |

## Военная техника

### Боевая инженерная техника
| Вариант                         | Производитель       | Комментарий | Изображение                                 |
| ------------------------------- | ------------------- | --- | ------------------------------------------- |
| KMW/MAN Leguan 8X8 Bridge Layer | Германия            | Мостоукладчик Kraus Maffei Leguan на тяжёлом грузовом шасси MAN 8×8 | Krauss Maffei Leguan MAN 8X8 bridge layer   |
| Oliphant Bridge Layer Tank      | ЮАР                 | танковый мостоукладчик | Oliphant Bridge Layer Tank                  |
| Modular Bailey Bridge           | Великобритания/ ЮАР | Автодорожный разборный мост из сборных стальных панелей, которые можно быстро собрать | SANDF bailey bridge                         |
| Foldable Floating Bridge System | ЮАР                 | Понтонный мост |                                             |
| Assault boat Mark 4             | ЮАР                 | Катер с жёстким корпусом с подвесным мотором с малой осадкой, экипаж 2 человека, может перевозить 13 военнослужащих или 2 тонны груза |                                             |
| Машина обнаружения мин Meerkat  | ЮАР                 | Основной миноискатель, 3-метровая широкая решетка с функцией обнаружения металлов и радаром проникновения в грунт | SANDF Meerkat mine detection vehicle        |
| Husky с миновзрывным прицепом   | ЮАР                 | Буксируемая мина детонирует, высокое давление приводит в действие неметаллические мины, каждый прицеп имеет 2 оси разной длины, так что все 3 прицепа обеспечивают полное покрытие шириной 3 метра | SANDF Meerkat with mine detonation trailers |
| Zettelmeir Vlakvark             | ЮАР                 | Трактор, защищённый от мин, с различным навесным оборудованием для земляных работ, фронтальной погрузки, обратной лопаты или вилочного погрузчика. Может создавать или усиливать препятствия, расчищать полосы огня и завалы, создавать переправы через реки, перемещать части балочных мостов и разгружать сыпучие грузы. | SANDF Zettelmeir Vlakvark Battle Tractor    |
| Plofadder 160 AT                | ЮАР                 | Ракетная (реактивная) система разминирования, обычно устанавливаемая на БТР Buffel или Casspir, способна разминировать минные поля длиной до 160 м и шириной до 8 м, используя около 500 кг взрывчатых веществ. | Plofadder backpack mount                    |
| MMD Mark 3                      | ЮАР                 | Металлодетектор | SANDF MMD Marks 3 Metal Detector            |

### Строительная инженерная техника
| Вариант                                   | Производитель | Комментарий | Изображение                           |
| ----------------------------------------- | ------------- | --- | ------------------------------------- |
| Waterbuffel                               | ЮАР           | Мобильная система перекачки, фильтрации, очистки и хранения воды                                                                | Waterbuffel water purification system |
| MOGS                                      | ЮАР           | Мобильная оперативная географическая система                                                                                    |                                       |
| Тяжёлые грузовики и низкорамные платформы | Германия      | Различные типы, в основном MAN и Mercedes Benz                                                                                  |                                       |
| Колёсные бульдозеры                       | Япония        | Различные типы, в основном Komatsu, используемые также для создания препятствий для противостоящих сил и оборонительных позиций |                                       |
| Гусеничные бульдозеры                     | США           | Различные типы, в основном Caterpillar и Michigan                                                                               | SANDF D11 bulldozer                   |
| Самосвалы                                 | ЮАР, Япония   | Различные типы, в основном SAMAG и Nissan Diesel                                                                                | SANDF SAMAG 120 Tipper                |
| Дорожные грейдеры                         | США           | Различные типы, в основном Cat Wright и Galion                                                                                  | SANDF Road Grader                     |
| Фронтальные погрузчики                    | ЮАР           | Различные типы |                                       |